# Leveringhausen (Balve)
Leveringhausen ist ein Stadtteil der sauerländischen Kleinstadt Balve im Märkischen Kreis. 
Der Ort liegt im Balver Westen und ist mit öffentlichen Verkehrsmitteln nicht zu erreichen. Eine Straßenverbindung besteht mit der Kreisstraße 11 in Richtung Garbeck bzw. Elfenfohren. Hierbei ist die Straße nach Garbeck zweistreifig ausgebaut, die Straße nach Elfenfohren hingegen ist eng, in schlechtem Zustand und mit Ausweichebuchten ausgestattet. Seit 1648 ist der landwirtschaftliche Betrieb Schultenhof in Leveringhausen angesiedelt.
Der Ortsname leitet sich von einem Personennamen ab und bedeutet vermutlich „bei den Häusern der Leute des Lefheri“.
Der Weiler Leveringhausen gehörte zur Gemeinde Garbeck im Amt Balve, bis diese am 1. Januar 1975 in die Stadt Balve eingemeindet wurde.